# تشارلز سي. لوكوود
تشارلز سي. لوكوود هو قاضي ومحامي وسياسي أمريكي، ولد في 2 سبتمبر 1877 في بروكلين في الولايات المتحدة، وتوفي بنفس المكان في 21 سبتمبر 1958. نشط حزبياً في الحزب الجمهوري. وقد انتخب عضو جمعية ولاية نيويورك ‏ وانتخب عضو مجلس ولاية نيويورك ‏.